# L'Accord
Pour plus de détails, voir Fiche technique et Distribution.
L'Accord est un  documentaire de 2005 du cinéaste suisse Nicolas Wadimoff et de la journaliste Béatrice Guelpa sur l'initiative de Genève.

## Fiche technique
- Titre : L'Accord
- Réalisation : Béatrice Guelpa et Nicolas Wadimoff
- Scénario : Béatrice Guelpa et Nicolas Wadimoff
- Photographie : Issa Freij et Nicolas Wadimoff
- Montage : Naima Bachiri
- Société de production : Akka Films, Télévision suisse romande et Point du jour
- Société de distribution : Solaris Distribution (France)
- Pays :  Suisse et  France
- Genre : Documentaire
- Durée : 93 minutes
- Dates de sortie : 
  -  Suisse : 28 septembre 2005
  -  France : 15 mars 2005